# Uni-DSL
Uni-DSL (Unidirectional DSL, Universelles DSL, UDSL) ist ein von Texas Instruments (TI) entwickelter DSL Chipsatz für Telekommunikationsanbieter und kein Standard. So können verschiedene Anschlussmöglichkeiten mit einer Technik angeboten werden, die dann die verschiedenen Standards (ADSL, ADSL2, ADSL2+, VDSL1 und VDSL2) unterstützen. Weiterhin macht TI mit UDSL aus verschiedenen Frequenzbändern für Upload/Download von VDSL2 ein großes für Download und erhöht so den Download auf 200 Mbit/s, senkt aber dafür den Upload. Andere VDSL2 Technik Hersteller gehen einen ähnlichen Weg. Jedoch entspricht dies keinem neuen DSL-Standard.